# Plesiochrone digitale hiërarchie
Plesiochrone digitale hiërarchie (PDH) is een techniek om digitale signalen te multiplexen en op deze manier te versturen over een coax of glasvezel. PDH is met name geschikt om de transportcapaciteit van glasvezel optimaal te benutten. De term plesiochrone komt van het Griekse plesio (nabij) en chronos (tijd); met andere woorden een PDH-netwerk is een bijna synchroon netwerk.

## Geschiedenis
In eerste instantie werd PDH gebruikt voor de verbindingen tussen digitale telefooncentrales. De transportcapaciteit, uitgedrukt in aantallen bits per seconde, groeide hierbij van 2 Mbit/s via 8 Mbit/s en 34 Mbit/s naar 140 Mbit/s. Dit leidde tot de vorming van een universeel transportnet waarmee niet alleen telefonie, maar ook datacommunicatie en digitale videosignalen getransporteerd konden worden.
PDH werd daarnaast ook gebruikt om klanten op dit digitale transportnet aan te sluiten. De telefoniestructuur van de eerste PDH-systemen werd nu niet meer gebruikt. Dit zijn zogenaamde transparante signalen volgens ITU-T aanbeveling G.703 in tegenstelling tot de zogenaamde geframede signalen die voor telefonie worden gebruikt (G.703/G.704). Transmissietechnisch is er niets mis met PDH, maar PDH kent een aantal belangrijke beperkingen op het gebied van netwerkmanagement.
Problemen met jitter en wander die bij een niet goed gesynchroniseerd SDH-netwerk kunnen optreden zijn bij PDH onbekend.

## Vier niveaus binnen PDH
Plesiochrone digitale hiërarchie betekent zoveel als "niet helemaal synchrone digitale rangorde".
Bij een PDH-systeem zijn er vier niveaus te onderscheiden: E1, E2, E3 en E4.
Aan een E1-multiplexer worden 30 spraakkanalen van ieder 64 kbit/s aangeboden. Bovendien worden er nog twee 64kbit-kanalen toegevoegd om signalering en routeringsinformatie te kunnen transporteren. De capaciteit van een E1-verbinding bedraagt dus 32 × 64000 = 2.048.000 bits per seconde.
Bij de E2-multiplexer worden 4 E1-kanalen aangeboden. In de tijd dat deze techniek is ontwikkeld was het echter niet mogelijk om de multiplexer en de demultiplexer van een E2-verbinding exact met elkaar te synchroniseren. Hierdoor is er extra onbenutte capaciteit nodig om een juist transport te kunnen garanderen.
De niveaus E3 en E4 zijn op gelijke manier als E2 opgebouwd.

## Digitalisering van een telefoniesignaal
Dit gebeurt in de volgende drie stappen: bemonsteren, kwantificeren en coderen.
Indien een spraaksignaal met de bandbreedte van 3,1 kHz wordt bemonsterd met een frequentie van 8 kHz en gecodeerd wordt met 8 bits (ITU-T aanbeveling G.711), krijgt men een digitaal signaal met een snelheid van 64 kbit/s. Dit is de basis van PDH. Pulscodemodulatie, PCM, is in eerste instantie ontwikkeld als transmissiemiddel. Digitale signalen konden zo over eenvoudig worden samengevoegd en over een coaxkabel (later glasvezel) worden verstuurd.
Het alternatief was meerdere analoge verbindingen in frequentie te multiplexen. Dit leverde veel hoogfrequente verstoringen op, bij het op-/ontstapelen en het transport.
Het grote voordeel van digitale signalen is dat de ontvanger analoge verstoringen eenvoudig weer ongedaan kan maken. Digitale signalen, bits, kennen twee toestanden: nul en één. Alles wat zich daartussen bevindt is verstoring.

## 2 Mbit/s (E1)
Het 2 Mbit/s-signaal of een E1-signaal ontstaat door dertig telefoniekanalen samen met een synchronisatiekanaal en een signaleringskanaal te voegen.
32 × 64 kbit/s levert exact 2048 kbit/s op, de benaming '2 Mbit/s-signaal' is niet volledig juist. Het samenvoegen van deze kanalen vindt plaats in de zogenaamde primaire multiplexer. Dit is een zogenaamde statische multiplexer: voor alle kanalen is altijd evenveel capaciteit gereserveerd. Indien een tijdslot niet wordt gebruikt is het wel aanwezig maar leeg.

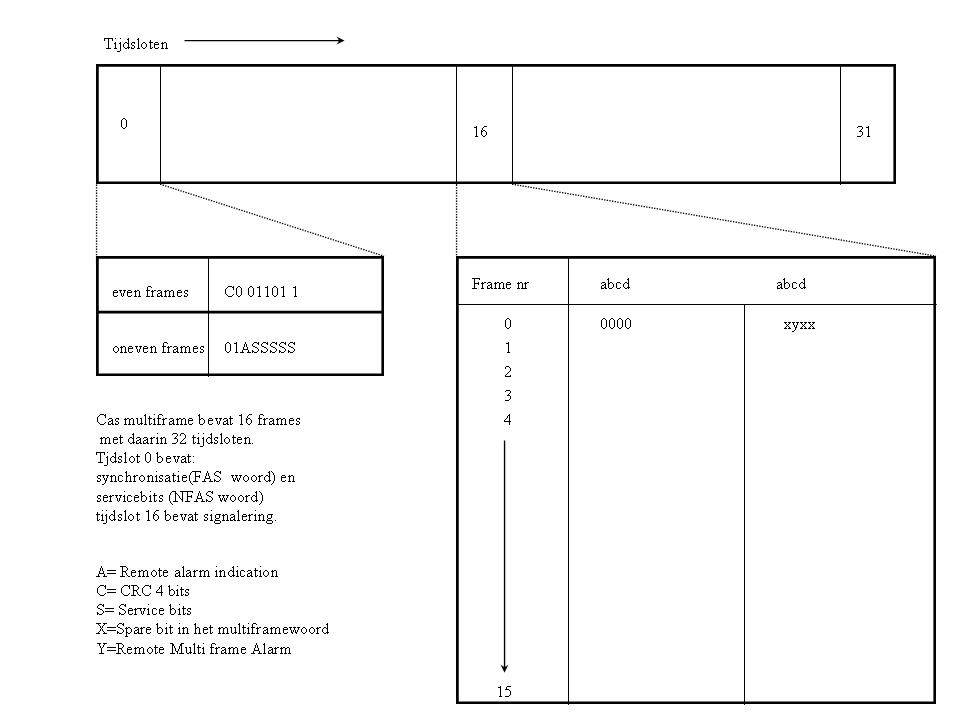
2 Mbit/s-framestructuur

In bovenstaande figuur is de 2 Mbit/s framestructuur getekend.
32 tijdsloten, met 8 bit per tijdslot, vormen samen een frame. 16 frames vormen samen een multiframe, dat een transmissie-tijdsduur van 2 s in beslag neemt. Tijdslot 0 bevat in even frames het zogenaamde FAS-woord (Frame Aligement Synchronisation) en in oneven frames het zogenaamde Non-FAS-woord. De bits 2 tot 8 van het FAS-woord en bit 2 van het NFAS-woord zorgen voor de synchronisatie. Bit 3 van het Non-FAS wordt gebruikt voor het doorgeven van het Remote Alarm Indication Alarm. Dit signaal wordt verstuurd indien een AIS-alarm wordt ontvangen. De toepassing van de servicebits in het Non-FAS hangt af van de applicatie. Het is bijvoorbeeld mogelijk om het beheer van randapparatuur via deze servicebits te regelen. Bijvoorbeeld in het geval van een ISDN 30-aansluiting kunnen deze service bits gebruikt worden om vanuit de infrastructuurcentrale (de ET-functie) de transmissieapparatuur (de NT-functie) bij de klant in lus te zetten en zo te testen. Hiervoor wordt de S4-bit gebruikt om een M(aintence)-kanaal te creëren.

### CAS Multiframe
De signalering bevindt zich in tijdslot 16. Het frame dankt hier zijn naam aan, CAS Multiframe, of ook wel PCM 30. CAS staat voor Channel Associated Signalling. De signalering is net als de multiplexing statisch verdeeld: elk tijdslot krijgt evenveel bits toegevoegd voor signalering, ook al is het tijdslot helemaal niet in gebruik, of is de verbinding via het tijdslot al opgebouwd (zodat geen signalering meer nodig is). De verdeling van de ruimte is in de tekening weergegeven. Het eerste frame van het multiframe bevat de zogenaamde Multiframe Synchronisatie. Hier kan via bit 6, het multiframesynchronisatiealarm worden verstuurd. In de volgende frames bevindt zich in tijdslot 16 de signaleringbits van telkens twee tijdsloten, te beginnen met tijdslot 1 en tijdslot 17. Voor elk tijdslot zijn voor de signalering slechts 4 bits beschikbaar. De acht bits van tijdslot 16 worden telkens gebruikt voor de signalering van twee tijdsloten. Internationaal is dit gestandaardiseerd in de vorm van de R 2-signalering.
Nederland had hier een eigen variant op: ALS 70 D. Abonnee Lijn Signalering, ontwikkeld in 1969, door PTT Telecommunicatie. De D staat voor digitaal, want er is ook nog een analoge versie. Van de vier bits die gebruikt kunnen worden voor een bepaald tijdslot, zijn C en D in ALS 70 standaard respectievelijk 0 en 1. Er blijven dus slecht twee bits over, de A- en de B-bit. De signaleringsmogelijkheden van ALS 70D zijn beperkter dan bij het gebruik van ISDN 30.

### ALS 70
Werd een 2 Mbit/s in eerste instantie gebruikt voor het koppelen van twee openbare telefooncentrales, gaandeweg kwamen er gebruikers die een digitale koppeling wensten tussen hun bedrijfscentrale en het openbare net of een digitale verbinding wensten voor het uitwisselen van computergegevens. ALS 70 bleek voor de eerste groep gebruikers prima te voldoen (nog wel), maar het is natuurlijk onzin om signalering mee te sturen op een vaste verbinding. Hierdoor ontstond een nieuwe type 2 Mbit/s-verbinding, zonder de CAS-signalering, waardoor tijdslot 16 gebruikt kon worden voor dataverkeer. Dit zijn vaste verbindingen volgens G.703/G.704. Andere gebruikers wensten zelfs helemaal geen framestructuur volgens G.704 meer. Deze framestructuur dwong hen immers data aan te bieden in een vorm die overeenkwam met die van telefonieverkeer.
Soms had de data die de klanten wensten te verzenden een andere of zelfs helemaal geen structuur. Deze klanten kregen een zogenaamde transparante verbinding, volgens G.703, waarbij alleen de elektrische en fysieke eigenschappen van het koppelvlak vastlagen. Andere klanten wilden voor de koppeling van hun bedrijfscentrale een afwijkende framestructuur gebruiken. Zoals hierboven al verteld is het mogelijk om spraak te comprimeren tot 32 kbit/s. Ook hiervoor heeft de ITU/CCITT een aanbeveling geschreven: G.722. Via een 2 Mbit/s kunnen 60 telefoongesprekken verstuurd worden, vastgelegd in G.761. Of 30 telefoongesprekken en 1 Mbit/s aan computerdata.
Kenmerkend voor een transparante verbinding van 2 Mbit/s is dat de synchronisatie via tijdslot nul vanuit de telefooncentrale of het netwerk ontbreekt. De klant zorgt hierbij zelf voor synchronisatie waarbij de ontvanger zich door middel van klokextractie op de data van de zender synchroniseert.

## T1
In Noord-Amerika en Japan gebruikt men een andere PCM-structuur. Dit is de zogenaamde T1 tegenover de Europese E1. Het Amerikaanse frame verschilt van het Europese. Toch zijn beide in ITU-T aanbeveling G.704 gestandaardiseerd.
De Amerikaanse framestructuur bestaat uit een multiframestructuur van 24 of 12 frames. Nu volgt een beschrijving van het multiframe van 12 frames. Elk frame bestaat uit 24 tijdsloten van 8 bits, waarbij de bemonsteringsfrequentie weer 8000 Hz bedraagt. Elke frame bestaat dus uit 24 × 8 bits = 192 bits. Voor elk frame wordt een zogenaamd opcodebit geplaatst. Dit heeft twee functies: de F-bit zorgt voor de framesychronisatie. De S-bit zorgt voor de multiframesychronisatie. De signalering van elk tijdslot wordt overgestuurd in de 8 bit van elke tijd in respectievelijk het 6 en 12 frames. Hierbij wordt met de zogenaamde four state-signalering gewerkt. De a-bit bevindt zich in frame 6 en de b-bit in frame 12.
(192 databits + opcode bit) x 8000 = 1544 kbit/s
Het Amerikaans systeem en het Europese komen voor zowel de snelheden als de opbouw niet met elkaar overeen. Daarbij komt ook nog dat Europa het spraaksignaal kwantificeert volgens G.711 A-law en Amerika volgens G.711 μ-law.

## 8 Mbit/s
Dertig telefoniekanalen via één coaxkabel was gezien de bandbreedte van coax/glas al gauw onvoldoende, men begon vier 2 Mbit/s-verbindingen te multiplexen tot een zogenaamde 8 Mbit/s (in feite 8,448 Mbit/s). De multiplexer waarin dit plaatsvindt noemt men een secundaire multiplexer. Kenmerkend: de afgaande 8,448 Mbit/s heeft een hogere snelheid dan de vier inkomende 2,048 Mbit/s-signalen. De vier 2 Mbit/s-signalen zijn niet synchroon ten opzichte van elkaar maar hebben een band van ± 50 eenheden per miljoen waarin zij mogen afwijken ten opzichte van 2048 kbit/s. In de opbouw van het 8 Mbit/s-frame zijn zogenaamde jusitification bits opgenomen die de snelheid variaties van de 2 Mbit/s-stromen kunnen opvangen.
Deze 8 Mbit/s-structuur staat beschreven in de G.741-aanbevelingen van de CCITT/ITU Second Order Digital Multiplex Equipment.
Per tributary staan in een 8 Mbit/s-frame 205 bits ter beschikking. Per tributary staat daarnaast 1 bit per beschikking voor positieve justificatie. Met behulp van de justification control bits kan de ontvanger bepalen hoe een justification-bit gebruikt wordt. Zijn alle drie de justification control bits Cj1 1, dan vindt positieve justification plaats, dat wil zeggen dat het bit dat voor justification gebruikt kan worden geen data bevat, maar een justificationbit is. Zijn alle drie de justificationbits 0, vindt geen justification plaats. De bit die gebruikt kan worden voor justification bevat dan een databit en geen justificationbit.
De tributary's worden bit voor bit gemultipexed. Dat betekent dat de 64 kbit/s-tijdsloten van de afzonderlijke 2 Mbit/s-stromen niet meer terug te vinden zijn in het 8 Mbit/s-raster. Omdat een 2 Mbit/s-frame 256 bits bevat is een 2 Mbit/s-frame altijd verspreid over twee 8 Mbit/s-frames. Om een 64 kbit/s-tijdslot terug te vinden moet het 8 Mbit/s-frame eerst gedemultiplexed worden.
Omdat de CCITT (ITU-T) toch aan het standaardiseren was heeft men meteen een 8 Mbit/s-framestructuur met positieve en negatieve justification vastgelegd (in ITU-T aanbeveling G.745). Deze structuur wijkt op belangrijke punten af van de hierboven beschreven structuur.

## 34 Mbit/s
Men kan vier 8,448 Mbit/s-stromen samenvoegen tot een 34.368 kbit/s-frame. De opbouw van een 34 Mbit/s-frame en de toegepaste principes zijn identiek aan de opbouw van het 8 Mbit/s-frame. Het 8 Mbit/s-signaal heeft weer een bepaalde band, 30 deeltjes per miljoen, waarin het mag afwijken ten opzichte van 8,448 Mbit/s. Het 34.368 kbit/s-signaal bevat weer justification-bits waarmee deze snelheidsafwijkingen worden gecompenseerd.
Ook voor het 34 Mbit/s-frame zijn door de CCITT/ITU weer twee framestructuren gedefinieerd: met positieve en negatieve justification (aanbeveling G.753) en met alleen positieve justification (aanbeveling G.751). Op dezelfde manier kan men vier 34 Mbit/s-stromen samenvoegen tot 140 Mbit/s en vier 140 Mbit/s-stromen tot 565 Mbit/s (niet gestandaardiseerd).

## Niveau van de digitale hiërarchie
| Regio       | Amerika       | Japan          | Europa         |
| ----------- | ------------- | -------------- | -------------- |
| tijdslot    | 64 k          | 64 k           | 64 k           |
| eerste orde | 1544 k (24x)  | 1544 k (24x)   | 2048 k (32x)   |
| tweede orde | 6312 k (4x)   | 631 2k (4x)    | 8448 k (4x)    |
| derde orde  | 32.064 k (5x) | 44.736 k (7x)  | 34.368 k (4x)  |
| vierde orde | 97.728 k (3x) | 139.264 k (3x) | 139.264 k (4x) |

In de bovenstaande tabel uit CCITT (ITU-T) aanbeveling G.702 staan de Amerikaanse en Europese PDH-bitrate naast elkaar. Door de ITU-T is nog wel geprobeerd om samenwerking tussen de Amerikaanse en Europese snelheden mogelijk te maken: zie de snelheid van 140 Mbit/s waar drie 45 Mbit/s-stromen in passen (aanbeveling G.755). Zo is er ook een standaard voor het multiplexen van drie 2 Mbit/s-stromen in een 6 Mbit/s (aanbeveling G.747).

## Nadelen PDH
Uiteindelijk bleken de nadelen van PDH door te wegen:
- het niet compatibel zijn van de verschillende systemen;
- het ontbreken van goede netwerkmanagementfaciliteiten;
- de onmogelijkheid om bijvoorbeeld een 2 Mbit/s uit een 140 Mbit/s te kunnen scheiden zonder de 140 Mbit/s eerst terug te kunnen multiplexen naar 8 Mbit/s;
- Het snel omrouteren van verbindingen is met PDH niet mogelijk.

De toepassingen van PDH verschuiven van transmissiemiddel in een transportnetwerk naar gestandaardiseerde interface met de klantapparatuur. Als voorbeeld kan hierbij gedacht worden aan ISDN 30-verbindingen.
Een netwerk op basis van SDH-techniek blijkt veel beter beheerbaar te zijn. Dat leidt tot kortere levertijden, een snellere storingoplossing en dus kostenefficiëntie.